# مارك هاتيلي
مارك هاتيلي (بالإنجليزية: Mark Hateley)‏، من مواليد 7 نوفمبر 1961 في ديربي في إنجلترا، لاعب كرة قدم إنجليزي سابق، ومدرب كرة قدم إنجليزي سابق.
لعب مع عدة أندية منها نادي بورتسموث ونادي إيه سي ميلان الإيطالي ونادي رينجرز ونادي ليدز يونايتد.
لعب مع منتخب إنجلترا لكرة القدم بين عامي 1984 و1992، وشارك معهم في 32 مباراة وسجل 8 أهداف.
درب نادي هال سيتي في عام 1997 واستمر معهم حتى عام 1999.

## روابط خارجية
- مارك هاتيلي على موقع قاعدة بيانات كرة القدم.إي يو (الإنجليزية)
- مارك هاتيلي على موقع ناشيونال فوتبول تيمز (الإنجليزية)
- مارك هاتيلي على موقع Soccerbase.com (لاعب) (الإنجليزية)
- مارك هاتيلي على موقع Soccerbase.com (مدرب) (الإنجليزية)
- مارك هاتيلي على موقع Soccerway.com (الإنجليزية)
- مارك هاتيلي على موقع عالم كرة القدم.نت (الإنجليزية)
- مارك هاتيلي على موقع GSA (الإنجليزية)